# Kommende Metz

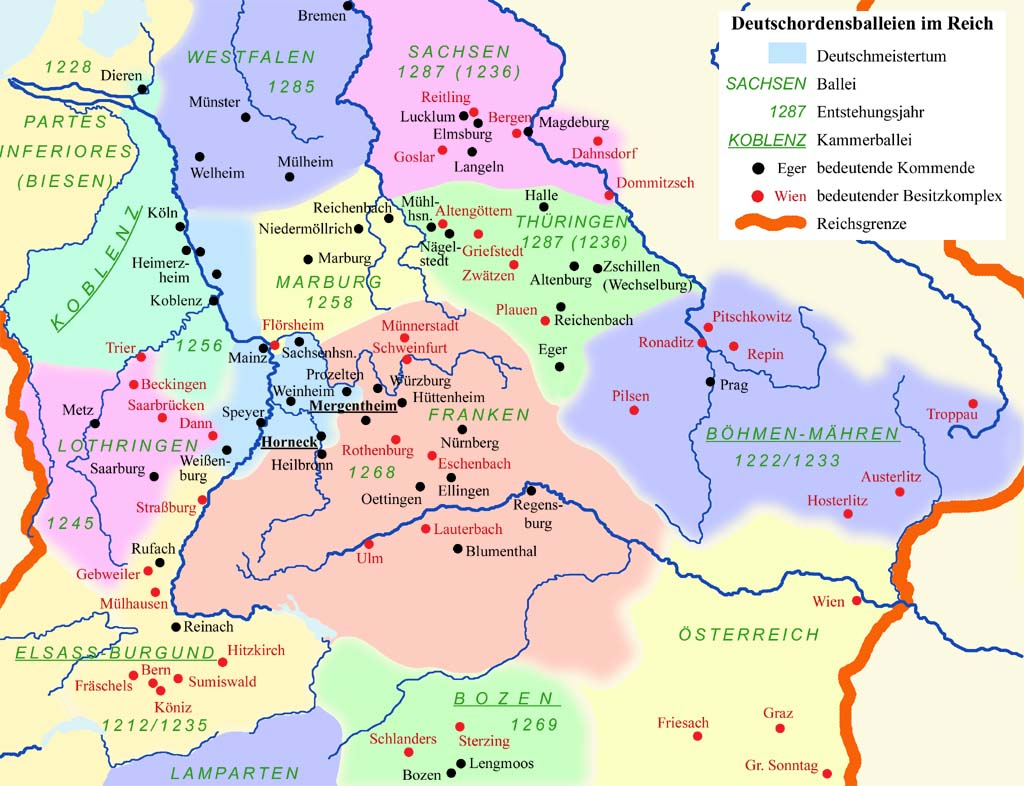
Die Ordensballeien im Reich

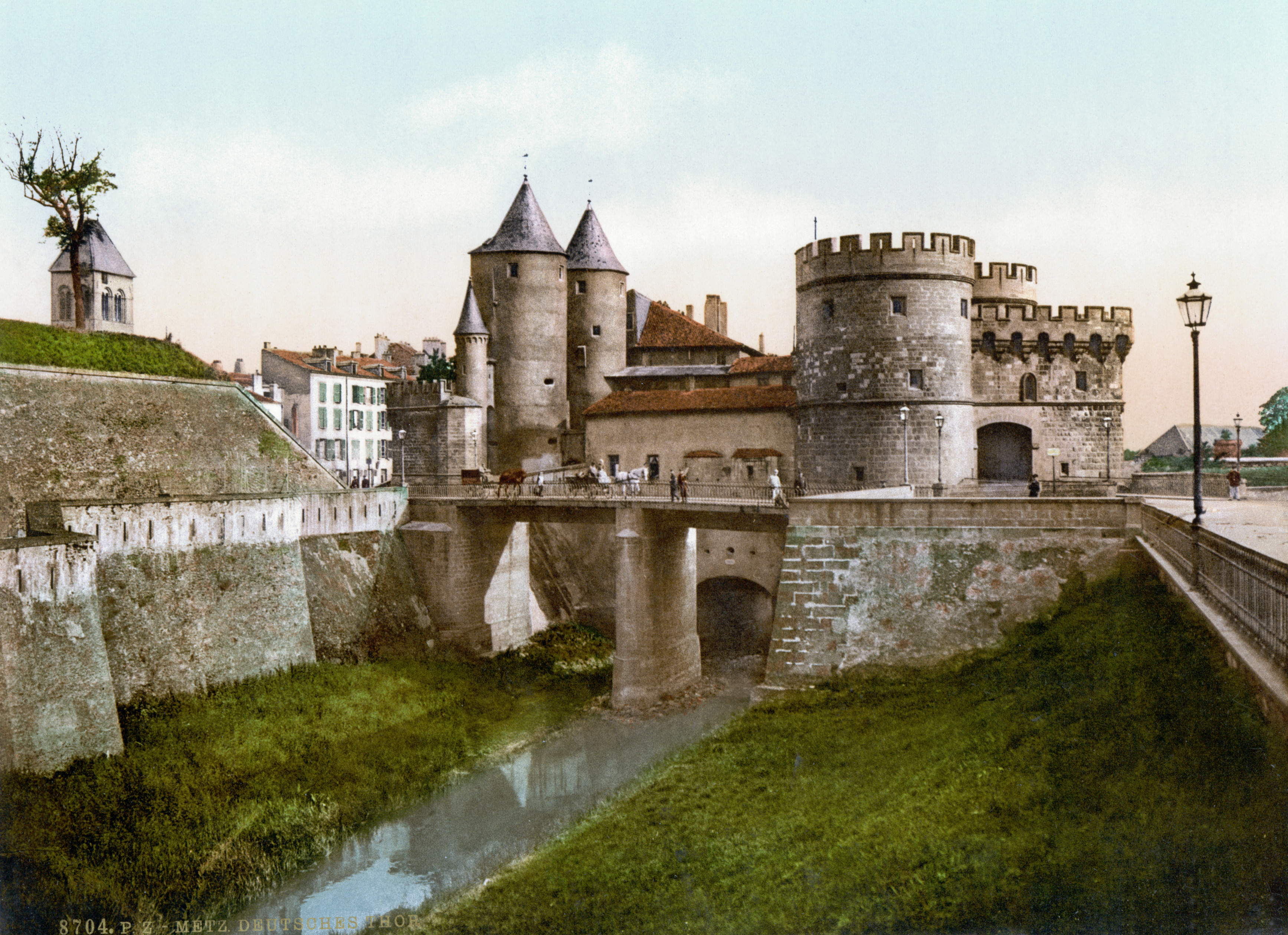
Deutsches Tor in Metz, Ansicht um 1900

Die Kommende Metz war eine Niederlassung des Deutschen Ordens in der Nähe des Deutschen Tores in Metz. Kommenden waren die kleinsten Organisationseinheiten des Deutschherrenordens, die regional zu Balleien zusammengefasst wurden Die Niederlassung in Metz war Bestandteil der Deutschordensballei Lothringen mit Sitz in Trier.

## Geschichte
Die Umstände der Gründung der Kommende Metz sind bisher unbekannt. Erstmals fassbar wird sie mit der urkundlichen Erwähnung eines Priesterbruder als Komtur im Jahr 1245. Um diese Zeit ist auch der Neubau des Metzer Kommendengebäudes anzunehmen. Die Kirche der Kommende wurde im Jahr 1268 geweiht. Aufgrund von frommen Schenkungen, die der Kommende zugingen, kaufte man in den Folgejahren Besitzungen, wie etwa das Patronat über die Pfarrkirche von Habkirchen. Nach der Eroberung der Stadt Metz durch den französischen König Heinrich II. im Jahr 1552 wurden die Kommendengebäude abgerissen und an ihrer Stelle die Stadtmauern verstärkt. Die Kommende wurde anschließend auch offiziell aufgehoben und ein Teil ihrer Güter der Landkommende in Trier zugewiesen. Der letzte Metzer Komtur Johann von der Fels übernahm nach seiner Vertreibung die Kommende Saarburg an der oberen Saar. Allerdings war seine Gesundheit so schwach, dass er bald durch Johann von Eltz abgelöst werden und in der Kommende Beckingen gepflegt werden musste. Offiziell erhielt er im Jahr 1577 wieder die Leitung der Kommende Saarburg zurück, scheint dann aber doch in Beckingen geblieben zu sein.
Das Deutsche Tor (französisch Porte des Allemands) wurde nach dem benachbarten ehemaligen Hospital des Deutschen Ordens benannt, das in der Nähe der Kirche St. Eucharius (Saint-Eucaire) eingerichtet worden war. Der Name wäre daher auch mit Deutschherrentor zu übersetzen. Die Torburg bildete von Osten her den Hauptzugang zur Stadt Metz.

## Komture der Kommende Metz
- Conrad (13. Jhd.)[4]
- Herr Stange, Komtur zu Metz (vor 1404)[5]
- Johann von Brandenburg, Komtur zu Beauvoir (1394) und zu Metz (1404)[6]
- Johann Wüß von Frankfurt, Priesterbruder und wohl Komtur[7]
- Matheus von Prüchßel (Brüssel), Priesterbruder und wohl Hauskomtur[8]
- NN, Priesterbruder und Komtur (1489–1492)[9]
- Adam von Waldrach (1517–1527)[10]
- Johann von der Fels (bis 1552)[3]